# Отношения Республики Конго и США
Отношения Республикой Конго и Соединенных Штатов Америки — двусторонние дипломатические отношения между Республикой Конго и Соединенными Штатами Америки. Государства являются членами Организации Объединённых Наций.
Республика Конго была признана Соединенными Штатами в день её независимости, 15 августа 1960 года.

## История
США признали независимость Конго в 1960 году, и первый президент Конго, Фюльбер Юлу, был приглашен в США с официальным государственным визитом в 1961 году. Эммануэль Дж. Дамонго-Дадет служил первым конголезским послом в Соединенных Штатах в начале 1960-х годов. Отношения испортились после Августовской революции, 15 августа 1963 года, которая привела к власти поддерживаемый Советским Союзом режим Альфонса Массамба-Деба.
С приходом к власти демократии во главе с Дени Сассу-Нгессо в 1991 году отношения Конго с Соединенными Штатами улучшились и носили характер сотрудничества. Соединенные Штаты поддерживают усилия Конго по демократизации, оказывая помощь в избирательном процессе страны. Конголезское правительство продемонстрировало активную заинтересованность в углублении и расширении своих отношений с Соединенными Штатами. Переходный премьер-министр Андре Милонго совершил официальный визит в Вашингтон в 1992 году, где президент Джордж Буш принял его в Белом доме.
Тогдашний кандидат в президенты Паскаль Лиссуба в 1992 году совершил поездку в Вашингтон, где встретился с официальными лицами, включая помощника государственного секретаря по делам Африки Германа Дж. Коэна. После своего избрания в августе 1992 года президент Лиссуба выразил заинтересованность в расширении связей между США и Конго, добиваясь увеличения помощи США в целях развития, обмена университетами и увеличения инвестиций США в Конго. С началом второй гражданской войны в 1997 году посольство США было эвакуировано. Посольство было закрыто, а его персонал стал проживать в Киншасе, Демократическая Республика Конго.
В 2001 году приостановленная деятельность посольства была отменена, и сотрудникам посольства было разрешено выезжать в Браззавиль на длительные временные дежурства из посольства США в Киншасе. В результате двусторонние отношения между США и Конго были активизированы. В 2003 и 2004 годах эта практика продолжалась, и в июле 2004 года был приобретен участок для строительства нового посольства. Дипломатическая деятельность, операции и программы осуществлялись во временном отделении банка до января 2009 года, когда было открыто новое, полностью функционирующее посольство. Отношения между Соединенными Штатами и действующим правительством президента Дени Сассу-Нгессо являются позитивными и основанными на сотрудничестве.